# Singapur na Letnich Igrzyskach Olimpijskich 1960
Singapur na Letnich Igrzyskach Olimpijskich 1960 reprezentowało 5 zawodników (wszyscy mężczyźni). Reprezentanci Singapuru zdobyli 1 srebrny medal na tych igrzyskach.

## Zdobyte medale
| Medal  | Zawodnik       | Dyscyplina sportowa  | Konkurencja  |
| ------ | -------------- | -------------------- | ------------ |
| Srebro | Tan Howe Liang | podnoszenie ciężarów | (do 67,5 kg) |

## Skład kadry

### Podnoszenie ciężarów
Mężczyźni
- Tan Howe Liang - waga lekka - 2. miejsce

### Strzelectwo
Mężczyźni
- Kok Kum Woh - pistolet, 50 m - 58. miejsce

### Żeglarstwo
Mężczyźni
- Ned Holiday, James Cooke, Thomas Durcan - klasa Dragon - 25. miejsce